# Marville, Meuse
Marville är en kommun i departementet Meuse i regionen Grand Est (tidigare regionen Lorraine) i nordöstra Frankrike. Kommunen ligger i kantonen Montmédy som tillhör arrondissementet Verdun. År 2022 hade Marville 514 invånare.

## Befolkningsutveckling
Antalet invånare i kommunen Marville
| Referens: INSEE |